# Buick Model 5
La Model 5 è un'autovettura di lusso prodotta dalla Buick nel 1908.

## Storia
La vettura è stata introdotta nel model year 1908 come erede della Model K. Fu il modello di punta della casa automobilistica statunitense.
La Model 5 era dotata di un motore a quattro cilindri in linea da 5.506 cm³ di cilindrata che erogava 40 CV di potenza. Il propulsore era anteriore, mentre la trazione era posteriore. Il moto alle ruote posteriori era trasmesso tramite una catena. Il cambio era a tre rapporti.
Era disponibile con un solo tipo di carrozzeria, torpedo cinque posti. I colori offerti erano tre: rosso, blu ed avorio. Le ruote erano in legno a raggi. La Model 5 è stata assemblata in 402 esemplari.